# Saulzet-le-Froid
 Saulzet-le-Froid  es una población y comuna francesa, situada en la región de Auvernia, departamento de Puy-de-Dôme, en el distrito de Clermont-Ferrand y cantón de Saint-Amant-Tallende.

## Demografía
| 370 | 307 | 264 | 252 | 228 | 231 | 253 | 266 | 278 |
| Para los censos de 1962 a 1999 la población legal corresponde a la población sin duplicidades (Fuente: INSEE [Consultar]) |     |     |     |     |     |     |     |     |